# Jesse Jackson
Jesse Louis Jackson, Sr. (Greenville, Dél-Karolina, 1941. október 8. –) afroamerikai civil jogi aktivista és baptista tiszteletes. Elnöki jelöltje volt a Demokrata Pártnak 1984-ben és 1988-ban, valamint árnyékszenátorként szolgált Washingtonban 1991-től 1997-ig. Alapítója volt mindkét, később Rainbow/PUSH néven összeolvadt szervezetnek. Legidősebb fia, ifjabb Jesse Jackson képviselő. Egy AP-AOL „Black Voices” szavazáson 2006 februárjában a „legfontosabb fekete vezető”nek választották.

## Korai időszak és tanulmányai
Jesse Louis Burns néven született Greenville-ben (Dél-Karolina) Helen Burns Straggs-től, egy 16-éves egyedülálló anyától. Biológiai apja, Noah Louis Robinson, néhai profi ökölvívó és a közösség prominens alakja egy másik nővel házasodott össze amikor Jesse született. Nem volt jelen fia életében. 1997 január 28-án Greenville-ben halt meg. S.C. 1943-ban, két évvel Jesse születése után, édesanyja összeházasodott Charles Henry Jackson-nal, aki 14 évvel később adoptálta Jesse-t. Jesse felvette mostohaapja családi nevét.
Jackson a Sterling High School középiskolába járt, ami egy elkülönített iskola Greenville-ben, ahol tanuló-sportoló volt. Miután 1959-ben elvégezte a középiskolát, visszautasított egy szerződést egy profi baseball csapattól, hogy így a fajilag integrált University of Illinois egyetemre járhasson egy football ösztöndíjnak köszönhetően. Egy évvel később, Jackson átment a North Carolina A&T egyetemre, ami Greensboro-ban (North Carolina) található. Több különböző dolgot nevezett meg a váltás okának. Jackson azt állítja, hogy a váltás alapvető oka a faji megkülönböztetés, ami közrejátszott abban, hogy képtelen volt összekötőként játszani a football csapatban, annak ellenére, hogy kivételesen jó volt ezen a poszton a középiskolában. Az ESPN.com szerint ezek az állítások a footballcsapat faji diszkriminációjával kapcsolatban túlzóak lehetnek, mert az Illinois-i kezdő összekötő abban az évben afroamerikai volt, ennek ellenére nem említ más tényezőket az összekötő faji hovatartozásán kívül, amelyek közrejátszhattak ezen tapasztalatához (mint például csapatdinamika vagy csapaton belüli kapcsolatok). Jackson megemlíti, hogy degradálva érezte magát a beszéd professzora által, míg Ő a nyilvános beszéd verseny csapat tagja volt, annak ellenére, hogy a csapattagjai támogatását bírta, akik beválasztották a csapatba, kiemelkedő képességei miatt. Jackson  elhagyta Illinoist második szemesztere végén, miután akadémiai próbaidőre bocsátották.
Miután lediplomázott az A&T egyetemen, Jackson a Chicago Theological Seminary szemináriuma járt azzal a céllal, hogy tiszteletes lesz, de 1966-ban otthagyta, hogy az Afroamerikai Civil Jogi Megmozdulásokra(1955–1968) tudjon koncentrálni. 1968-ban felszentelték, teológiai diploma nélkül; Chicagó tiszteletbeli teológiai doktorává avatták 1990-ben, és megszerezte diplomáját eddigi érdemei alapján, valamint élettapasztalata és következő munkája miatt 2000-ben.

## Civil jogi munkássága

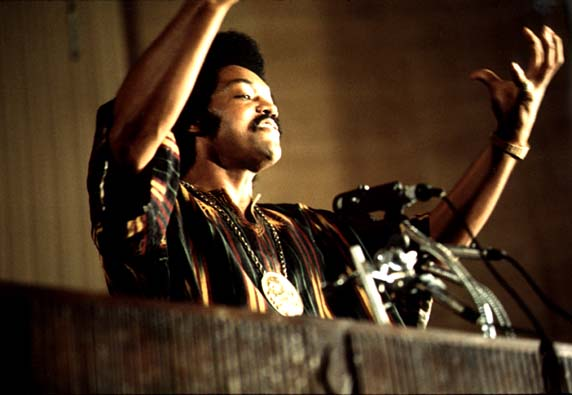
Jackson rádióbeszédet mond az Operation PUSH központjából, (People United to Save Humanity) annak éves gyűlésén. 1973. július. Fénykép: John H. White.

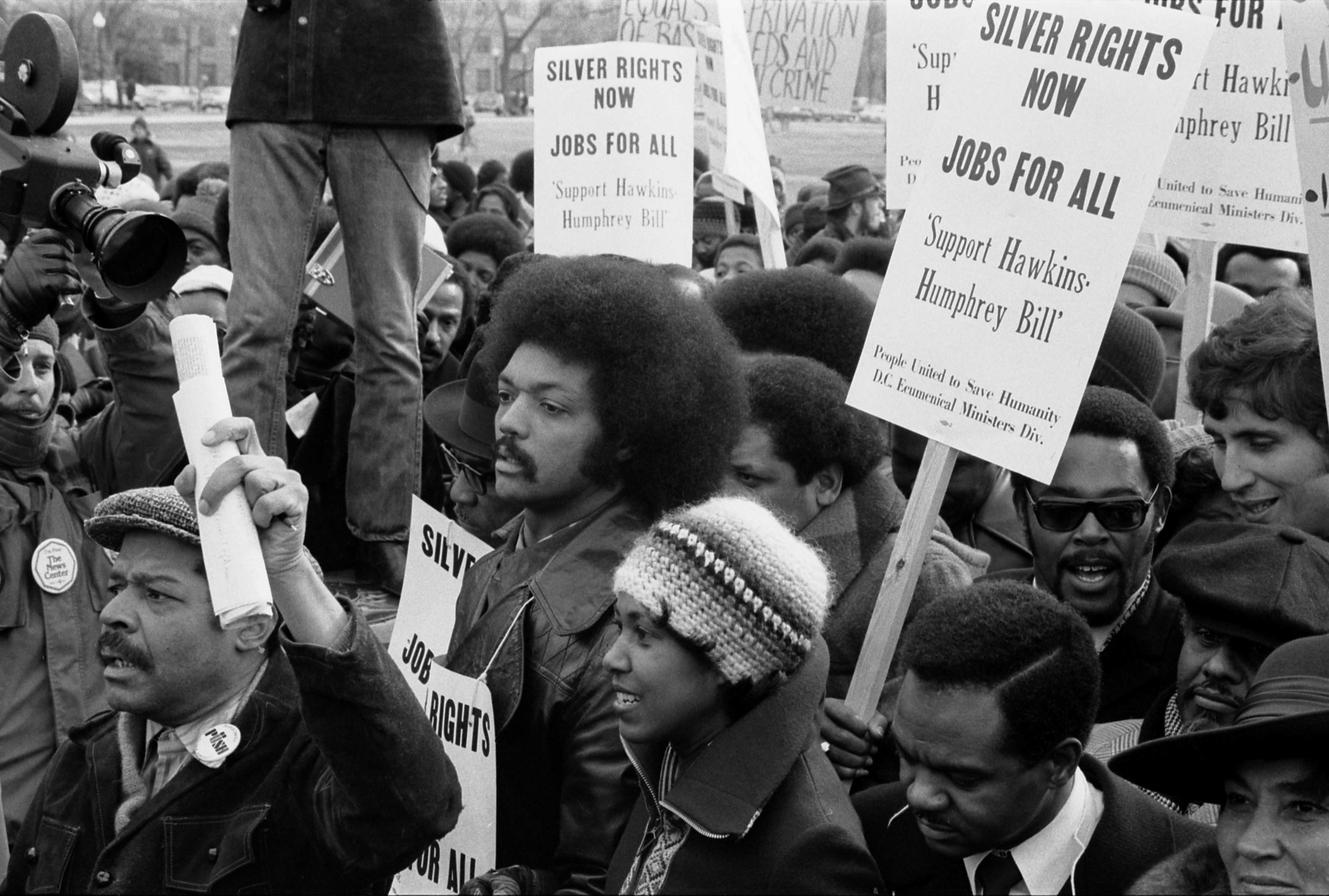
Jackson tüntetőkkel körülvéve plakátokat hordoznak, támogatásukról biztosítva a Hawkins-Humphrey Törvényt a teljes foglalkoztatásról, 1975. január

1965-ben részt vett a  Menet Selmából Montgomerybe rendezvényen, amit James Bevel, Dr. Ifj. Martin Luther King, és más civil jogi vezetők rendeztek Alabamában. Amikor Jackson visszatért Selmából, erőfeszítéseket tett a Southern Christian Leadership Conference-nél (SCLC), hogy egy támaszpontot állítsanak fel nekik Chicagoban.
1966-ban, King and Bevel Jacksont választották az SCLC Operation Breadbasket szervezete vezetőjének Chicagoban, és az SCLC előléptette nemzeti igazgatóvá 1967-ben. A philadelphiai Reverend Leon Sullivan példáját követve, kulcsfontosságú cél lett az új csoportnak, hogy támogassák a “selective buying”-ot (bojkott) mint a fehérbőrűek által uralt üzleti szektorra való nyomásgyakorlás eszközét, hogy alkalmazzanak feketebőrűeket és vásároljanak feketebőrű beszállítótól való termékeket és szolgáltatásokat. Sullivan egyik előfutára volt Dr. T.R.M. Howard, egy tehetős doktor és vállalkozó, valamit fontos pénzügyi támogatója az Operation Breadbasket-nek. Muelőtt Chicagoba költözött Mississippiből 1956-ban, Howard, mint a Regional Council of Negro Leadership vezetője, sikeresen levezényelt egy bojkottot szerviz állomások ellen, amelyek megtagadták a mellékhelyiség használatát feketéknek.
Amikor King merénylet áldozata lett 1968. április 4-én Memphisben (Tennessee), egy nappal azután, hogy elmondta híres "I've Been to the Mountaintop" beszédét Mason Temple-ben, Jackson a parkolóban volt egy emelettel lejjebb. Jackson szereplése az NBC Today Show-ban, amelyben ugyan azt a vérfoltos garbót viselte, amelyet előtte nap is viselt, vitát váltott ki King néhány tanácsosából; King néhány munkatársa is vitatja Jackson leírását érintettségéről és a merénylet eseményeinek sorrendjéről.
Jackson ismert volt nyilvános tüntetések vezetéséről, miután először dolgozni kezdett Kingnek 1966-ban. Elsődleges célja ezen akciókkal, hogy önbizalmat öntsön a feketebőrű honfitársaiba.